# IC 502
IC 502 — галактика типу E? (еліптична галактика) у сузір'ї Рак.
Цей об'єкт міститься в оригінальній редакції індексного каталогу.